# Женская сборная СССР по гандболу
Женская сборная СССР по гандболу — национальная команда СССР, существовавшая с 1962 года и участвовавшая в международных соревнованиях по гандболу. Многократный победитель и призёр Олимпийских игр (два «золота» и одна «бронза») и чемпионатов мира (три «золота», два «серебра» и одна «бронза»). Формально прекратила своё существование с распадом СССР в 1991 году, но фактически советская сборная приняла участие в Олимпиаде 1992 года как Объединённая команда под Олимпийским флагом, где завоевала бронзовые медали. Правопреемником сборной СССР является национальная команда России.

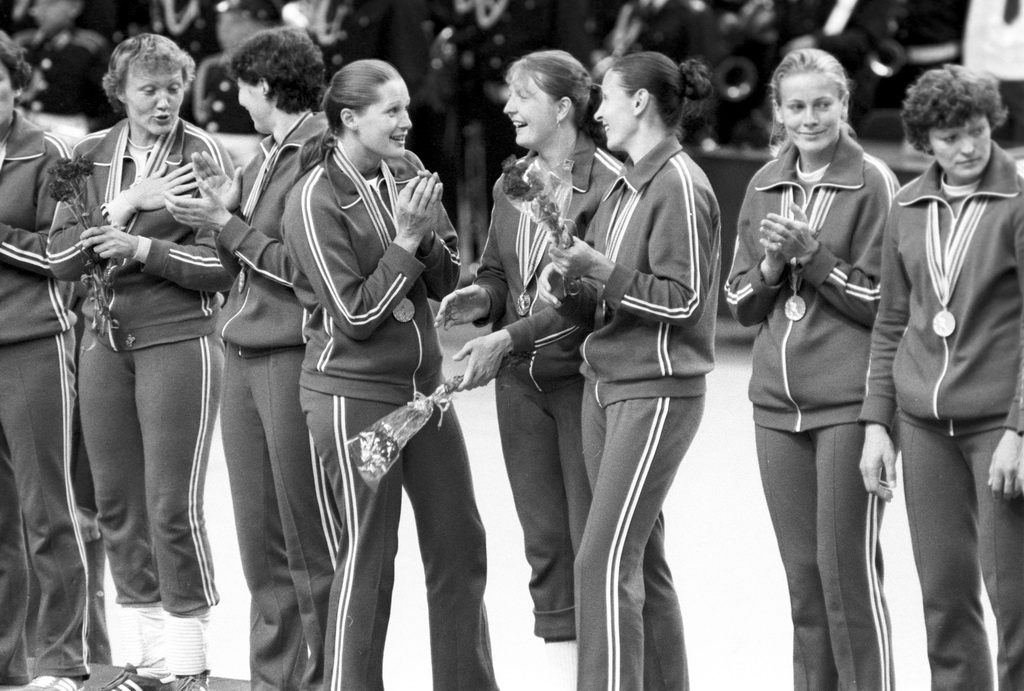
Члены женской сборной СССР по гандболу, чемпионы Олимпиады-80, слева направо: Алдона Нененене, Наталья Тимошкина, Лариса Карлова, Татьяна Кочергина, Валентина Лутаева, Зинаида Турчина, Лариса Савкина, Юлия Сафина

## История
В 1955 году в Москве прошёл учредительный пленум Всесоюзной секции ручного мяча. В нём приняли участие делегации Москвы, Ленинграда, РСФСР, Украины, Литвы и Латвии. Главными задачами этой общественной организации были для популяризация и развитие в СССР ручного мяча (игра 11 × 11) и гандбола (игра 7 × 7).
18 сентября 1958 года в Гармиш-Партенкирхенее состоялся VII конгресс Международной федерации гандбола (IHF). На нём Федерацию ручного мяча СССР приняли в члены глобальной федерации. С этого момента клубные и сборные команды СССР могли принимать участие в официальных международных соревнованиях.
В 1962 году была создана женская сборная СССР. В этом же году состоялось её первое выступление. Сборная заняла шестое место на Чемпионате мира в Румынии. Основу составили гандболистки команды «Луч» московского прожекторного завода — Валентина Боброва, Тамара Стрельникова, Валентина Игнатьева, Галина Тулякова, Елена Рерих, Нина Громова, Ирина Шилова.
В следующие годы команде ни разу не удалось выйти в финал Чемпионата мира по причинам неудачных выступлений на отборочных соревнованиях, а также различных организационных моментов. В 1971 году после очередного поражения на предварительных этапах в команде произошли существенные изменения. Провели масштабные организаторские работы, назначили нового главного тренера — Игоря Турчина. Также изменился состав команды, основную часть которой составили гандболистки из киевского «Спартака» — из четырнадцати спортсменок девять были воспитанницами этого клуба. В результате этих преобразований сборная получила бронзовые медали на Чемпионате мира 1973 года в Югославии.
В 1975 и 1978 годах на Чемпионатах мира сборная завоевала серебряные медали и выигрывала «золото» на играх в 1982 и 1986 годах.
В 1976 году женский гандбол впервые появился в качестве дисциплины на XXI Олимпийских играх в Монреале, где сборная СССР получила золотые медали. Команда также заняла первое место на играх 1980 года в Москве. На Олимпиаде 1988 года — бронзовые медали. Этот результат был расценён как поражение, поэтому Игоря Турчина уволили с поста главного тренера. Ему на смену пришли Александр Тарасиков в качестве главного тренера и Георгий Ларин в роли ассистента. Под их руководством команда выиграла Чемпионат мира 1990 года.
2 марта 1992 года в Волгограде была проведена первая учредительная конференция по созданию новой общественной спортивной организации — «Союз гандболистов России». В этом же году СГР был признан правопреемником прекратившей своё существование Федерации гандбола СССР. Союз гандболистов России стал полноправным членом Международной федерации гандбола и Европейской федерации гандбола. С 1993 года на международных соревнованиях выступает сборная России.
Последнее фактическое выступление сборной СССР было на XXV летних Олимпийских играх в составе Объединённой команды, где завоевала бронзовые медали.

## Ключевые соревнования

### Олимпийские игры
| Год  | Столица игр  | Место                          |
| ---- | ------------ | ------------------------------ |
| 1976 | Монреаль     | Золото                         |
| 1980 | Москва       | Золото                         |
| 1984 | Лос-Анджелес | бойкотировала                  |
| 1988 | Сеул         | Бронза                         |
| 1992 | Барселона    | Бронза ( Объединённая команда) |

### 1976, Монреаль
XXI Олимпийские игры проходили в Монреале. Это были первые Игры, в которые включили женские соревнования по гандболу. Сборная СССР получила право участвовать в Олимпиаде, заняв второе место на Чемпионате мира 1975 года. Турнир проходил по круговой системе. Советские спортсменки выиграли все пять матчей c: ГДР (14:11), Венгрией (12:9), Румынией (14:8), Японией (31:9), Канадой (21:3).
В составе сборной выступали: Любовь Бережная, Людмила Бобрусь, Татьяна Глущенко, Галина Захарова, Лариса Карлова, Мария Литошенко, Нина Лобова, Людмила Панчук, Алдона Нененене, Рафига Шабанова, Наталья Шерстюк, Людмила Шубина, Татьяна Макарец и Зинаида Турчина (вошли в состав лучших бомбардиров XXI Игр с 24 и 22 мячами соответственно). Тренеры: Игорь Турчин и Владимир Ковалёв.

### 1980, Москва
Соревнования проходили в Москве. Также как и на прошлой Олимпиаде турнир проходил по круговой системе. Сборная выиграла во всех матчах: с Югославией (18:9), с ГДР (18:13), с Венгрией (16:12), с Чехословакией (17:7), с Конго (30:11).
В составе сборной выступали: Наталья Тимошкина, Валентина Лутаева, Наталья Лукьяненко, Лариса Карлова, Ирина Пальчикова, Зинаида Турчина, Татьяна Кочергина, Людмила Порадник, Лариса Савкина, Алдона Нененене, Юлия Сафина, Ольга Зубарева, Любовь Одинокова, Сигита Стречень. Тренеры: Игорь Турчин и Михаил Луценко.

### 1984, Лос-Анджелес
В 1984 году Олимпиада проходила в Лос-Анджелесе. 8 мая 1984 года Олимпийский комитет СССР объявил о бойкоте этих Игр. Такие меры стали ответным ходом СССР на бойкот США Олимпиады-80, объявленный президентом Джимми Картером из-за ввода советских войск в Афганистан в декабре 1979 года.

### 1988, Сеул
XXIV Олимпийские игры проходили в Сеуле. Впервые в соревнованиях принимали участие восемь команд. Сборная СССР обеспечила себе участие в Олимпиаде победой на Чемпионате мира 1986 года. Команды были разделены на две группы. СССР отыграла три матча с соперниками по группе B: Норвегией (19:19), Китаем (24:19), Республикой Кот-д’Ивуар (32:11). В финале советская сборная встретилась с Югославией (18:15) и Южной Кореей (19:21). Золото Олимпиады досталось южнокорейской команде. Сборные СССР и Норвегии набрали одинаковое количество очков, но серебро досталось скандинавкам по лучшей разнице мячей. Сборная СССР стала третьей.
В составе сборной выступали: Наталья Митрюк, Лариса Карлова, Светлана Манькова, Зинаида Турчина, Ольга Семёнова, Марина Базанова, Наталья Морскова, Евгения Товстоган, Наталья Русначенко, Елена Немашкало, Татьяна Джанджгава, Наталья Анисимова, Елена Гусева, Наталья Лапицкая, Татьяна Горб. Тренер — Игорь Турчин.

### 1992, Барселона
Сборная СССР получила место на Олимпиаде в Барселоне, победив на Чемпионате мира в 1990 году. Но из-за распада Советского союза на летних Олимпийских играх 1992 году от республик бывшего СССР, за исключением Эстонии, Латвии и Литвы, выступала Объединённая команда под олимпийским флагом.
В соревнованиях участвовало восемь команд, разделённые на две группы. Сборная стран СНГ сыграла три матча с соперниками по группе А: Германией (28:22), США (23:18) и Нигерией (26:18). В полуфинале уступила Норвегии (23:24), и победила в борьбе за третье место в матче с Германией (24:20) .
В состав Объединённой команды входили: Раиса Вераксо, Светлана Богданова, Татьяна Джанджгава, Наталья Морскова (стала лучшим бомбардиром турнира), Наталья Дерюгина, Елена Гусева, Людмила Гудзь, Светлана Пряхина, Марина Базанова, Татьяна Горб, Галина Борзенкова, Галина Оноприенко, Лариса Киселёва, Наталья Анисимова. Тренеры — Александр Тарасиков и Георгий Ларин.

## Чемпионат мира
| Год  | Страна-организатор | Место            |
| ---- | ------------------ | ---------------- |
| 1957 | Югославия          | не участвовала   |
| 1962 | Румыния            | 6-е              |
| 1965 | ФРГ                | отказ от участия |
| 1971 | Нидерланды         | не прошла отбор  |
| 1973 | Югославия          | Бронза           |
| 1975 | СССР               | Серебро          |
| 1978 | Чехословакия       | Серебро          |
| 1982 | Венгрия            | Золото           |
| 1986 | Нидерланды         | Золото           |
| 1990 | Республика Корея   | Золото           |

### 1957
На момент проведения первого чемпионата мира по гандболу среди женщин, который проходил в Югославии, команды СССР ещё не существовало.

### 1962
На чемпионате в Румынии, участвовало девять команд, которые разделили на три группы. Команды, которые заняли первые и вторые места проходили в полуфинал, третьи и четвёртые — сражались за 7-9 места. Сборная СССР сыграла с соперниками по группе А два матча: с Чехословакией (5:16) и ФРГ (11:8). В полуфинале советская команда встретилась с Данией (4:10) и Югославией (5:10). В матче за пятое место СССР проиграл Венгрии (10:12), заняв в итоге шестое место.
В составе сборной выступали: Г. Осадчая, Р. Юкнавичюте, Елена Клумбите, Валентина Боброва, Галина Тулякова, Тамара Стрельникова, Т. Королевская, Александра Вунтесмери, В. Ржанская, Валентина Игнатьева, И. Иоците, А. Митрошниченкова, Елена Рерих, Раиса Тюрина, Тамара Маляренко. Тренеры — Янис Гринбергас и Николай Суслов.

### 1965
На отборочных играх советская сборная обошла команду Нидерландов по итогам двух игр (19:6 и 15:4). В связи с проведением отдельных игр на территории Западного Берлина, который не являлся территорией ФРГ — страны-организатора чемпионата — Федерация гандбола СССР приняла решение не участвовать в соревнованиях.

### 1971
На Чемпионате в Нидерландах выступало девять команд. В чемпионате сборная СССР не участвовала, так как не прошла отборочный этап, уступив Румынии по итогам трех игр (14:11, 10:13, 9:16).
В составе сборной играли: Нина Соколова, Наталья Шерстюк, Ирина Шилова, Т. Золкина, Н. Баранова, С. Кан-фасан, Людмила Шубина, Рафига Шабанова, Н. Осетинская, Людмила Бобрусь, Зинаида Турчина, М. Маршуба, Л. Власова, Л. Мохирева, Анеле Гончарова, Г. Камышникова. Тренеры: Лазарь Гуревич и Сергей Аванесов.

### 1973
V чемпионат мира проходил в Югославии. Участвовало двенадцать команд. Сборная СССР прошла отборочный этап, выиграв оба матча у Болгарии (17:7, 12:10). На групповом этапе советские спортсменки обыграли сборную Польши (8:6) и ГДР (7:4). В полуфинале команда сыграла вничью с Данией (10:10) и уступила будущим чемпионкам команде Югославии (5:7). В своём квартете основного раунда сборная СССР стала второй и получило право участвовать в матче за третье место. Обыграв Венгрию (20:12), советские гандболистки получили бронзовые медали.
На групповом этапе советские спортсменки обыграли Польшу 8:6 и ГДР 7:4. По ходу основного раунда наша команда сыграла вничью с Данией, 10:10, и уступила будущим чемпионкам команде Югославии. 5:7. В своём квартете основного раунда сборная СССР стала второй и получило право участвовать в матче за третье место. Обыграв Венгрию 20:12. советские гандболистки получили бронзовые медали.
В составе сборной играли: Наталья Шерстюк, Лариса Боброва, Зинаида Турчина (признана одним из лучших бомбардиров турнира, забив 15 мячей), Людмила Бобрусь, Мария Литошенко, Галина Захарова, Татьяна Макарец, Т. Мирошник, Н. Лозбина, С. Пинчук, Анеле Гончарова, Людмила Шубина, Валентина Гордиевская, Р. Заилскайте, Н. Тенина, Л. Балан. Тренеры: Игорь Турчин и Владимир Ковалёв.

### 1975
В чемпионате, который принимал Советский Союз, участвовало 12 команд, разделённых на три группы (Ростов-на-Дону, Киев и Вильнюс). Советская сборная получила место на соревнованиях как команда принимающей страны. Команда СССР сыграла три матча в группе С: с ГДР (10:10), с Польшей (15:8), с США (33:4). В финальном раунде сборная встретилась с: Венгрией (10:12), Румынией (17:16), Югославией (17:12) и Чехословакией (16:8). Во итогам финального этапа, проведённого по круговой системе, сборная СССР набрала на два очка меньше, чем сборная ГДР, ставшая чемпионом, и получила серебро домашнего чемпионата.
В составе сборной играли: Наталья Шерстюк, Лариса Боброва, Светлана Бодрова, Людмила Бобрусь, Галина Захарова, С. Дубинина, Людмила Панчук, София Тавтелева, Людмила Шубина, Алдона Нененене, Н. Ищенко, Людмила Задирака. Татьяна Макарец и Зинаида Турчина в списке бомбардиров заняли первые два места, забросив, соответственно, 35 и 32 мяча. Тренеры — Игорь Турчин и Владимир Ковалёв.

### 1978
Чемпионат проходил в Чехословакии. В нём приняли участие 12 команд. Места распределялись с учётом всех игр. По ходу группового этапа сборная играла в группе «В» с: Чехословакией (10:11), Алжиром (23:5), Нидерландами (26:12). В финальном раунде сборная Советского Союза одержала четыре победы в четырёх матчах, сыграв с: ГДР (14:12), Венгрией (19:13), Югославией (15:11), Польшей (17:5). По итогам чемпионата советская команда набрала равное количество очков со сборной ГДР, которую обыграла. Однако победа определялась по разнице мячей во всех играх, поэтому советская команда получила только серебряные медали.
В составе сборной играли: Наталья Тимошкина, Лариса Зубарь, Галина Колотилова, Людмила Бобрусь, Зинаида Турчина, Татьяна Кочергина, Лариса Карлова, Татьяна Глущенко, Ирина Пальчикова, Ольга Зубарева, Любовь Одинокова, Галина Шамарова, Сигита Мажейкайте, Алдона Нененене, С. Дубинина, Ольга Ятрушева. Тренеры — Игорь Турчин и Владимир Ковалёв.

### 1982
VIII чемпионат мира по гандболу среди женщин проходил в Венгрии. Двенадцать команд были разделены на три группы, по две команды из группы выходили в финальный раунд, проходивший по той же формуле, что и ЧМ-1978. Советская сборная сыграла три матча в группе B с: Болгарией (22:12), Южной Кореей (23:21), Румынией (20:16). По итогам финального раунда, проведя четыре матча с ГДР (15:14), Югославией (21:19), Чехословакией (14:12), Венгрией (13:15), команда СССР стала чемпионом мира.
В составе сборной играли: Наталья Митрюк, Татьяна Шалимова, Нина Лобова, Лариса Карлова, Ирина Пальчикова, Зинаида Турчина, Нелли Сагитова, Сигита Стречень, Марина Базанова, Юлия Сафина, Ольга Зубарева, Любовь Одинокова, Ольга Дедусенко, Людмила Коломиец, Наталья Гуськова, Наталья Цыганкова. Тренер — Игорь Турчин.

### 1986
IX чемпионат мира по гандболу среди женщин проходил в Нидерландах. На предварительном этапе 16 команд были разделены на четыре группы. Советские спортсменки сыграли три матча в группе А с: Австрией (30:15), Польшей (24:15), Югославией (14:14). В основном раунде сборная встретилась с: Нидерландами (27:17), Венгрией (19:18), ГДР (24:17). В главном финале встречались победители двух групп основного раунда — сборные СССР и ЧССР. Советская команда победила (30:22) и снова стала чемпионом мира.
В составе сборной выступали: Наталья Митрюк, Татьяна Шалимова, Ольга Семёнова, Наталья Кирчик, Элина Гусева, Лариса Карлова, Зинаида ТурчинаЗинаида Турчина, Марина Базанова, Наталья Цыганкова, Елена Немашкало, Светлана Манькова, Евгения Товстоган, Светлана Жихарева, Ирина Малько, Тамила Олексюк. Наталья Кирчик, забив 61 гол в семи матчах, стала лучшим бомбардиром чемпионата. Тренер — Игорь Турчин .

### 1990
X чемпионат мира по гандболу среди женщин проходил в Сеуле с участием 16 команд. На предварительном этапе команды были разделены на четыре группы. Советские спортсменки сыграли три матча в группе С с: Данией (21:17), Анголой (28:15) и сборной Германии (21:20). В основном раунде сборная встретилась с: Болгарией (33:23), Румынией (29:26), Норвегией (22:20). В финале команда СССР одержала победу над сборной Югославии (24:22) и третий раз подряд стала чемпионом мира.
В составе сборной выступали: Светлана Богданова, Светлана Розинцева, Ольга Шишкина, Галина Оноприенко, Марина Базанова, Наталья Морскова, Светлана Пряхина, Елена Немашкало, Галина Тян, Светлана Выдрина , Светлана Миневская, Вера Холодная, Людмила Гудзь, Тамила Олексюк, Аушра Жукене, Марина Джафарова. Тренеры — Александр Тарасиков и Георгий Ларин.